# Финансово-промышленные группы Индии
Финансово-промышленные группы (конгломераты) Индии в большинстве своём строятся по семейному и кастовому принципу и отличаются широким разнообразием сфер деятельности.
Ведущую роль играют гуджаратцы и марвари из сообщества банья, в состав которого входят торговые касты махешвари, агравал (агарвал), освал, кханделвал и гахой.
Особняком стоят гуджаратские и марварийские джайны, также входящие в сообщество банья, гуджаратские и бомбейские парсы, гуджаратские кутчи, исповедующие шиизм.
Также влиятельны панджабцы из касты кхатри.
| Название группы и основные владельцы                                | Штаб-квартира | Основные активы |
| Action Group Семья Агарвал (марварийская каста агарвал)             | Дели          | Action Shoes (обувь), Action Ispat (металлургия), Action Chemicals и Pioneer Flex (химическая продукция), Microtek Inverters (электроника), Action Tesa (деревообработка), Action Retail (розничная торговля), Suncity Projects (недвижимость), Action Cancer Hospital и Sri Balaji Action Medical Institute (здравоохранение) |
| Adani Group Семья Адани (гуджаратские джайны)                       | Ахмадабад     | Adani Enterprises (конгломерат), Adani Ports & Special Economic Zone, Adani Port Infrastructure, Adani Airport Holdings, Adani Shipping, Adani Road Transport и Adani Logistics (транспорт и логистика), Adani Defence & Aerospace (оружие и оборонные технологии), Adani Power и Adani Transmission (энергетика), Adani Green Energy и Adani New Industries (солнечная, ветряная и водородная энергетика, аккумуляторы), Adani Solar (солнечные панели), Adani Gas и Adani Total Gas (газ), Adani Mining (уголь), Kutch Copper (медная продукция), Adani Water (очистка сточных вод), Adani Welspun Exploration (разведка нефти и газа), Adani Retail (розничная торговля), Adani Wilmar и Adani Agri Fresh (агробизнес и продукты питания), Adani Cement, Ambuja Cements и ACC Limited (строительные материалы), AdaniConneX и Adani Digital Labs (информационные технологии), AMG Media Networks и New Delhi Television / NDTV (цифровые и печатные медиа), Cleartrip (туризм), Adani Properties (недвижимость), Adani Capital и Adani Housing Finance (финансовые услуги), Adani Institute of Infrastructure Management и Gujarat Adani Institute of Medical Sciences (наука и образование) |
| Aditya Birla Group Семья Бирла (марварийская каста махешвари)       | Мумбаи        | UltraTech Cement (строительные материалы), Hindalco Industries, Novelis, Birla Copper и Aditya Birla Minerals (цветная металлургия), Essel Mining & Industries (железная руда и ферросплавы), Grasim Industries (химические волокна, краски, удобрения и текстиль), Aditya Birla Nuvo (текстиль), Century Textile and Industries (текстиль, бумага и химическая продукция), Birla Jingwei Fibres (химические волокна), Domsjö Fabriker (целлюлоза и биоэтанол), AV Group (целлюлоза и бумага), Aditya Birla Chemicals (химическая продукция), Aditya Birla Insulators и Aditya Birla Power Composites (изоляционные материалы), Birla Carbon (технический углерод), Aditya Birla Renewables (энергетика), Aditya Birla Science and Technology (исследования и разработки), Aditya Birla Capital и Aditya Birla Sun Life Asset Management (финансовые услуги), Vodafone Idea (телекоммуникации), Aditya Birla Fashion and Retail (розничная торговля), Applause Entertainment (кино и телешоу) |
| Alchemist Group Семья Сингх (панджабцы)                             | Дели          | Alchemist Limited (продукты питания, строительство, отели, здравоохранение, информационные технологии), Alchemist Township India (недвижимость), Alchemist Capital (финансовые услуги), Republic of Chicken (сеть ресторанов), Anant Media (печатные и цифровые медиа) |
| Amara Raja Group Семья Галла                                        | Тирупати      | Amara Raja Batteries и Mangal Industries (автомобильные комплектующие), Amara Raja Electronics (электроника), Amara Raja Power Systems (энергетическое оборудование), Galla Foods (продукты питания), Amara Raja Infra (строительство), Amara Raja Media & Entertainment (кино и телевидение) |
| Anmol Group                                                         | Дели          | Anmol Hotels & Resorts (отели), Anmol Apartments и Anmol Estates (недвижимость), Anmol Constructions (строительство), Anmol Boutiques & Retail Outlets и Anmol Bars & Bistros (розничная торговля), Anmol Entertainment Group (кино и музыка), Anmol Wineries (вино), Anmol Investments (финансовые услуги) |
| Avantha Group Семья Тхапар (панджабская каста кхатри)               | Дели          | Ballarpur Industries (бумага), Avantha Power & Infrastructure (энергетика), Biltech Building Elements (стройматериалы), Solaris ChemTech Industries (химическая продукция), The Global Green Company (продукты питания), Avantha Technologies, Salient Business Solutions и Pyramid Healthcare Solutions (информационные технологии) |
| Bajaj Group Семья Баджадж (марвари)                                 | Мумбаи        | Bajaj Auto (автомобили, мотоциклы и скутеры), Maharashtra Scooters (скутеры), KTM (мотоциклы, велосипеды и автомобили), Bajaj Electricals и Hind Lamps (бытовая электротехника, генераторы и лампы), Bajaj Ventures (электроинструмент), Bajaj Consumer Care (бытовая химия и косметика), Bajaj Hindusthan (сахар), Bajaj Energy (энергетика), Bajaj Steel Industries, Mukand и Hospet Steels (металлургия), Hercules Hoists и Bajaj Indef (подъёмное оборудование), Bajaj Infrastructure Development и Mukand Engineers (строительство), Bachhraj Factories (текстиль), Bajaj Finserv, Bajaj Finance и Bajaj Housing Finance (финансовые услуги), Bajaj Allianz General Insurance и Bajaj Allianz Life Insurance (страхование), Bajaj Holdings & Investment (инвестиции), Bajaj Healthcare (здравоохранение), Hind Musafir Agency (туризм) |
| Bangur Group Семья Бангур (марвари)                                 | Колката       | Shree Cement (строительные материалы), Shree Power (энергетика) |
| Bannari Amman Group Семья Баласубраманиам                           | Коимбатур     | Пищевая промышленность —Bannari Amman Sugars, Madras Sugars, Shiva Distilleries, Kerala Alcoholic Products, Bannari Amman Flour Mill Текстильная промышленность — Bannari Amman Spinning Mills и Shiva Texyarn Торговля — Bannari Amman Exports, Bannari Amman Automobiles, Anamallais Automobiles, Shiva Automobiles Транспортные услуги — Sakthi Murugan Transports и Shiva Cargo Movers Образование — Bannari Amman Institute of Technology Здравоохранение — Vedanayagam Hospital |
| Bharti Enterprises Семья Миттал (панджабцы)                         | Дели          | Телекоммуникации — Bharti Airtel, Bharti Infratel, Comviva Technologies, Indus Towers Торговля — Bharti Retail, Bharti Walmart, Easyday, Beetel Teletech Электронная промышленность — Beetel Teletech Пищевая промышленность — FieldFresh Foods Финансовые услуги — Bharti AXA General Insurance Company, Bharti AXA Life Insurance Company, Bharti AXA Investment Managers Операции с недвижимостью — Bharti Realty Информационные технологии — Bharti Softbank Holdings Масс-медиа — Airtel digital TV Образование — Centum Learning |
| Braj Binani Group / Binani Industries Семья Бинани                  | Мумбаи        | Стройматериалы — Binani Cement и Binani Ready Mix Concrete Металлургия — Binani Zinc и Binani Metals Химическая промышленность — Goa Glass Fiber и BT Composites Горнодобывающая промышленность — RBG Minerals и Crown Mining Строительство — BIL Infratech Масс-медиа — Asian Industry and Information Services |
| CavinKare Group Семья Ранганатхан                                   | Ченнаи        | Пищевая промышленность — Cavin Kare Косметика и бытовая химия — Cavin Kare Торговля — Hemalatha Enterprises Индустрия красоты — Trends In Vogue Ресторанный бизнес — United Agro Care Образование — CK College of Engineering and Technology |
| Chettinad Group Семья Четтиар (тамильская каста четти / нагаратхар) | Ченнаи        | Стройматериалы — Chettinad Cement Стекольная промышленность — Chettinad Quartz Химическая промышленность — Chettinad Chemsem Энергетика — Chettinad Power Corporation, Chettinad Wind Power Транспортные услуги и логистика — Chettinad Port Services, Chettinad Logistics, Chettinad International Coal Terminal, Chettinad Lignite Transport Services Текстильная промышленность — South India Corporation Агробизнес — Chettinad Plantations Строительство — Chettinad Builders Финансовые услуги — Chettinad Financial Management Services Охранные услуги — Chettinad Security Образование — Chettinad University, Chettinad College of Engineering and Technology, Chettinad Dental College and Research Institute Здравоохранение — Chettinad Health City, Chettinad Hospital & Research Institute |
| CK Birla Group Семья Бирла (марварийская каста махешвари)           | Дели          | |
| Dabur Group Семья Бурман (панджабская каста кхатри)                 | Газиабад      | Dabur India (лекарства, средства гигиены, косметика, продукты питания, пищевые добавки и напитки), Dabur Research Foundation (исследования и разработки), Aviva India (страхование) |
| Dalmia Group Семья Далмия (марварийская каста махешвари, джайны)    | Дели          | Финансовые услуги — Dalmia Brothers, Renaissance Group, Utkal Investments Текстильная промышленность — GHCL Химическая промышленность — GHCL Стройматериалы — Dalmia Cement и OCL India (Orissa Cement) Промышленное оборудование — Revathi Equipment Агробизнес — Dalmia Continental Табачная промышленность — GTL Фармацевтика — Bharat Pharma Здравоохранение — Dalmia Health Care Информационные технологии и аутсорсинг — Colwell & Salmon, Caretel Infotech Масс-медиа — Bennett, Coleman and Company / The Times of India Group (совместно с семьёй Джайн) Туризм — Sunshine Tourism Services |
| Damani Group Семья Дамани (марварийская каста махешвари)            | Мумбаи        | Avenue Supermarts / DMart (розничная торговля), VST Industries (сигареты), India Cements (цемент) |
| Eicher Group Семья Лал (панджабцы)                                  | Дели          | Eicher Motors (автомобили), Eicher Goodearth (грузовые автомобили и автобусы), VE Commercial Vehicles (автомобили), Royal Enfield (мотоциклы), Eicher Engineering Components (автодетали) |
| DCM Group Семья Рам                                                 | Дели          | Текстильная промышленность — DCM Textiles Автокомплектующие — DCM Engineering Операции с недвижимостью — Purearth Infrastructure Информационные технологии — DCM Technologies Образование — Shri Ram College of Commerce |
| Essar Group Семья Руия (марвари)                                    | Мумбаи        | Металлургия — Essar Steel, Essar Steel Algoma Энергетика — Essar Energy и Essar Power Нефтегазовая промышленность — Essar Oil Транспорт и логистика — Essar Ports, Essar Shipping Горнодобывающая промышленность — Essar Minerals Торговля — The MobileStore и Essar Hypermart Информационные технологии и аутсорсинг — Aegis и Essar Communications Телекоммуникации — Essar Communications Строительство — Essar Projects Операции с недвижимостью — Equinox Realty Масс-медиа — Paprika Media и TimeOut Агробизнес — Essar Agrotech |
| Essel Group Семья Чандра                                            | Мумбаи        | Масс-медиа — Zee Entertainment Enterprises (Zee TV, Zee News, Zee Motion Pictures, Zee Turner, Dish TV, Wire & Wireless India, Cornershop Animation), Veria Living, Diligent Media Corporation (Daily News and Analysis) Финансовые услуги — Intrex Trade Exchange Упаковка и тара — Essel Propack Металлургия — Shirpur Gold Refinery Игорный бизнес — Pan India Network Спорт и индустрия развлечений — Essel Sports, Pan India Paryatan (Essel World и Water Kingdom), Fun Multiplex (Fun Cinemas), E-City Digital Cinemas, E-City Media, E-City Bioscope Entertainment Строительство и инфраструктура — Essel Infraprojects Операции с недвижимостью — E-City Real Estates и E-City Property Management & Services Торговля — Fun Republic Энергетика — Siti Energy Информационные технологии и аутсорсинг — Cyquator Technologies Образование — Zee Learn |
| Finolex Group                                                       | Пуна          | |
| Gitanjali Group                                                     | Мумбаи        | |
| Godrej Group Семья Годредж (гуджаратские парсы)                     | Мумбаи        | Godrej Industries (химическая продукция и потребительские товары), Godrej Chemicals (химическая продукция), Godrej Agrovet (комбикорма и пищевые продукты), Godrej Consumer Products (бытовая химия и косметика), Godrej Properties (недвижимость), Godrej & Boyce (бытовая техника, системы безопасности, аэрокосмические комплектующие, строительство), Godrej Interio (мебель), Godrej Housing Finance (финансовые услуги) |
| Hero Group Семья Мунджал (панджабская каста кхатри)                 | Гургаон       | Hero Motors, Hero MotoCorp и BSH Ventures (мотоциклы и скутеры), Hero Cycles и Firefox Bikes (велосипеды), Munjal Kiriu Industries и ZF Hero Chassis Systems (авто и мото комплектующие), Munjal Hospitality (отели), Hero FinCorp (финансовые услуги), BML Munjal University и Raman Munjal Vidya Mandir (образование) |
| Jindal Group Семья Джиндал                                          | Мумбаи        | JSW Group (конгломерат), JSW Steel, JSW Ispat Special Products, Jindal Steel and Power и Creixent Special Steels (металлургия), JSW Energy (энергетика), JSW Infrastructure (транспорт и логистика), JSW Cement и JSW One Platform (строительные материалы), JSW Paints (краски), JSW Holdings и JSW Ventures (инвестиции), JSW Realty (недвижимость), O. P. Jindal Global University (образование), JSW Sports (спорт), JSoft Solutions (информационные технологии) |
| K. K. Birla Group                                                   | Дели          | HT Media (газеты, радио и цифровые медиа) |
| Mittal Group Семья Миттал (марварийские банья)                      | Лондон        | ArcelorMittal и Aperam (металлургия) |
| M. P. Birla Group Семья Бирла (марварийская каста махешвари)        | Колката       | |
| Семья Мурти (каннадские брахманы)                                   | Бангалор      | Infosys (информационные технологии) |
| Murugappa Group                                                     | Ченнаи        | CG Power and Industrial Solutions (энергетическое и транспортное оборудование, насосы и двигатели) |
| Piramal Group Семья Пирамал                                         | Мумбаи        | Piramal Enterprises, Piramal Capital & Housing Finance, Piramal Capital Fund и PHL Fininvest (финансовые услуги), Piramal Pharma, Allergan India, Hemmo Pharmaceuticals и Convergence Chemicals (фармацевтика), Piramal Realty (недвижимость) |
| Семья Премджи (гуджаратские кутчи-шииты)                            | Бангалор      | Wipro (информационные технологии и консалтинг), Wipro Enterprises (товары повседневного спроса, лампы, промышленное оборудование и аэрокосмические компоненты), Azim Premji University (образование) |
| Reliance Group Семья Амбани (гуджаратские банья)                    | Мумбаи        | Reliance Industries (нефтепереработка и нефтехимия), Reliance Infrastructure (электроэнергетика, газ, транспорт и строительство), Reliance Naval and Engineering (судостроение), Reliance Power (электроэнергетика и газ), Reliance Natural Resources (газ, нефть и уголь), Reliance Retail (розничная торговля), Reliance Capital (финансовые услуги и страхование), Reliance Life Insurance (страхование), Reliance General Insurance (страхование), Reliance Securities (финансовые услуги), Reliance Entertainment (кино, анимация, музыка, видеоигры), Reliance MediaWorks (кино), Reliance Broadcast Network (радио и телевидение), Reliance Games (видеоигры), Reliance Jio Infocomm (телекоммуникации), Reliance Health (здравоохранение) |
| Sehgal Group Семья Сехгал (панджабская каста кхатри)                | Дели          | Samvardhana Motherson, PKC Group, SAS Autosystemtechnik и Saddles International (автодетали) |
| Shapoorji Pallonji Group Семья Мистри (гуджаратские парсы)          | Мумбаи        | SP Engineering & Construction и Afcons Infrastructure (строительство), SP Infrastructure (транспорт), Shapoorji Pallonji Ports (логистика), SP Oil & Gas (нефть и газ), SP Investment Advisors (финансовый консалтинг), SP Real Estate (недвижимость), Forbes & Company (промышленное оборудование, недвижимость, логистика), Gokak Textiles (текстиль). |
| Shriram Group                                                       | Ченнаи        | |
| Семья Сингх                                                         | Дели          | Delhi Land & Finance / DLF Limited (недвижимость и строительство) |
| Tata Group Семья Тата (гуджаратские парсы)                          | Мумбаи        | |
| Thapar Group Семья Тхапар (панджабская каста кхатри)                | Колката       | Greaves Cotton (промышленное и сельскохозяйственное оборудование, двигатели), Ampere Electric Vehicles (автомобили), Premium Transmission (автодетали), KCT Coal Sales (торговля углём), Indian City Properties (недвижимость), The Waterbase Limited (морепродукты), JCT Limited и Karun Carpets (текстиль), JCT Electronics (электроника), Kaolin India (каолин), Bharat Starch Products (крахмал), Bilt Chemicals (химическая продукция), Greaves Leasing (финансовые услуги), Thapar Institute of Engineering and Technology (образование) |
| United Breweries Group                                              | Бангалор      | |
| Wadia Group Семья Вадиа (гуджаратские парсы)                        | Мумбаи        | The Bombay Burmah Trading Corporation (торговля, инвестиции и агробизнес), Britannia Industries (пищевые продукты и напитки), Bombay Dyeing (текстиль), National Peroxide (химическая продукция), Go First (авиаперевозки), Bombay Realty (недвижимость), Wadia Techno-Engineering Services (строительство) |
| Walchand Group Семья Валчанд (гуджаратские джайны)                  | Мумбаи        | |
| Welspun Group                                                       | Мумбаи        | |
| Yash Birla Group Семья Бирла (марварийская каста махешвари)         | Мумбаи        | |
|                                                                     |               | |